# Magnistipula conrauana
Espèce
Synonymes
- Magnistipula conrauana Engl. (préféré par NCBI)[2]
- Hirtella conrauana (Engl.) A.Chev.[1]
- Magnistipula conrauana[2]

Statut de conservation UICN

 EN A3c : En danger
Magnistipula conrauana Engl. est une espèce de plantes à fleurs dicotylédones de la famille des Chrysobalanaceae du genre Magnistipula,, endémique du Cameroun.

## Étymologie
Son épithète spécifique conrauana rend hommage à Gustav Conrau, collecteur de plantes au Cameroun à la fin du XIXe siècle.

## Description
C'est un arbre de 12 m de haut, ou arbuste de 5 m environ, il a des branches glabres et des stipules asymétriques d'environ 3-4 cm de long. 
C'est une plante endémique au Cameroun, qu'on retrouve sur le monts Bamboutos-Lebialem, Mwanenguba et mont Koupé-Bakossi. 
Son habitat naturel se trouve dans les forêts pluvieuses de montagne et à la limite entre les prairies et les forêts, entre 1 000 et 1 800 m d'altitude,. 

## Utilisation
C'est une plante utilisée en agri-horticulture comme haies et marqueur. 